# Línea radial

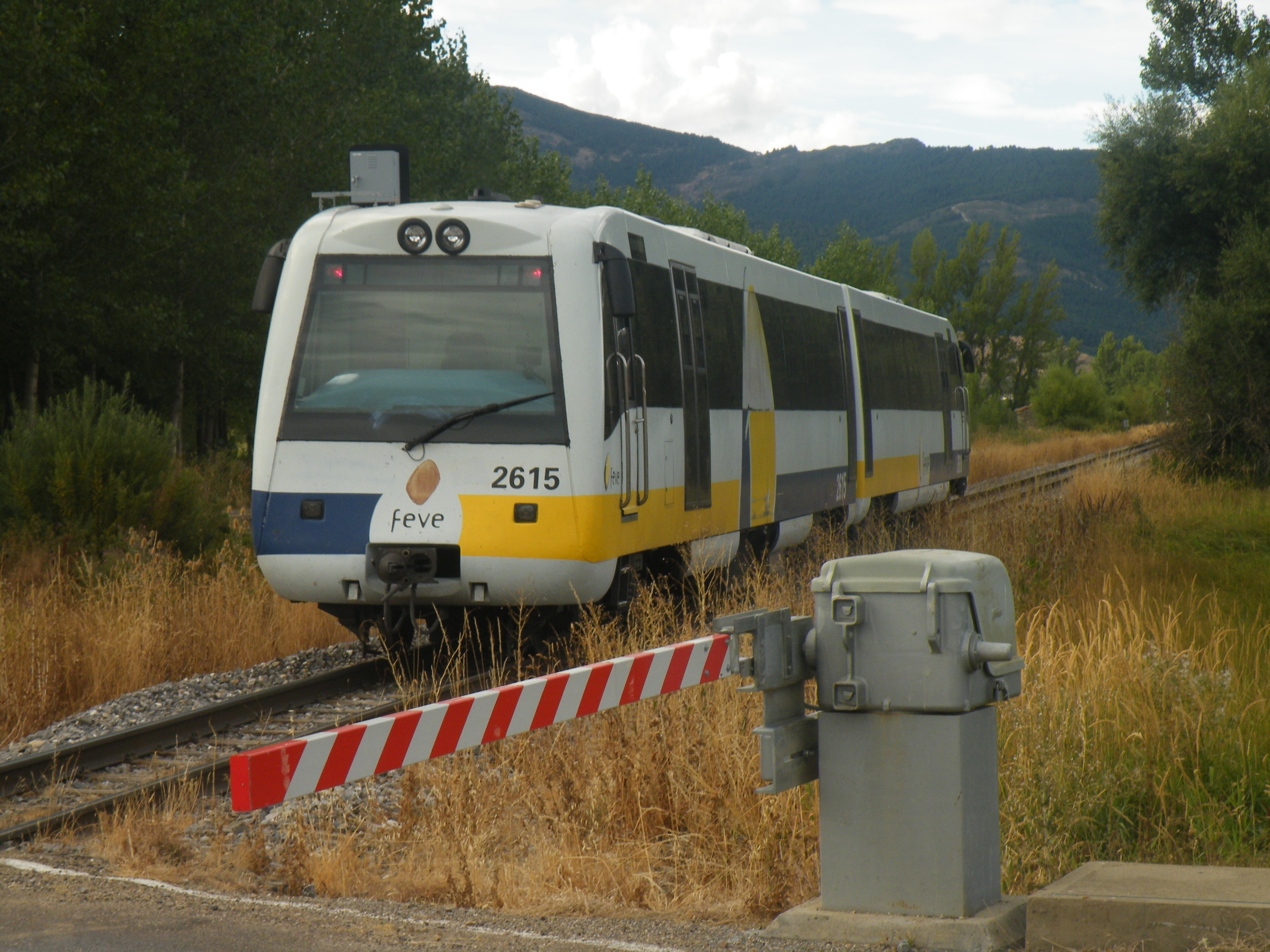
La línea C-1f de León es una línea radial que recorre desde León (España) hasta Guardo

Una línea radial es una ruta de transporte público que une el punto central de una ciudad con un suburbio (o comarca) de esa ciudad o provincia. Esta ruta puede ser surtida por varios medios de transporte público, incluidos trenes de cercanías, metros, tranvías, trolebuses o autobuses.
En ocasiones, se combina un par de rutas radiales por razones operativas, creando así una única ruta suburbana, es decir, que une dos publos pasando por el centro. Por lo general, se denomina a estas líneas líneas pasantes. Las líneas radiales ofrecen varias ventajas con respecto a las pasantes:
- Los fallos o alteraciones se restringen al radio sin propagarse al resto de líneas de sistema. Además, las radiales permiten colocar colchones de tiempo (es decir, paradas innecesariamente largas por si se necesita), lo cual no suele sentar bien en las pasantes.
- En caso de eventos especiales, se puede aumentar el horario en un radio sin tener que aumentarlo en el diámetro entero.
- El transbordo entre rutas se puede facilitar con una terminal común.
- Permite que las líneas formen diferentes ángulos, mientras que en una pasante se prefiere que sean paralelas opuestas (180º)
- Las estructuras tarifarias son menos complejas.

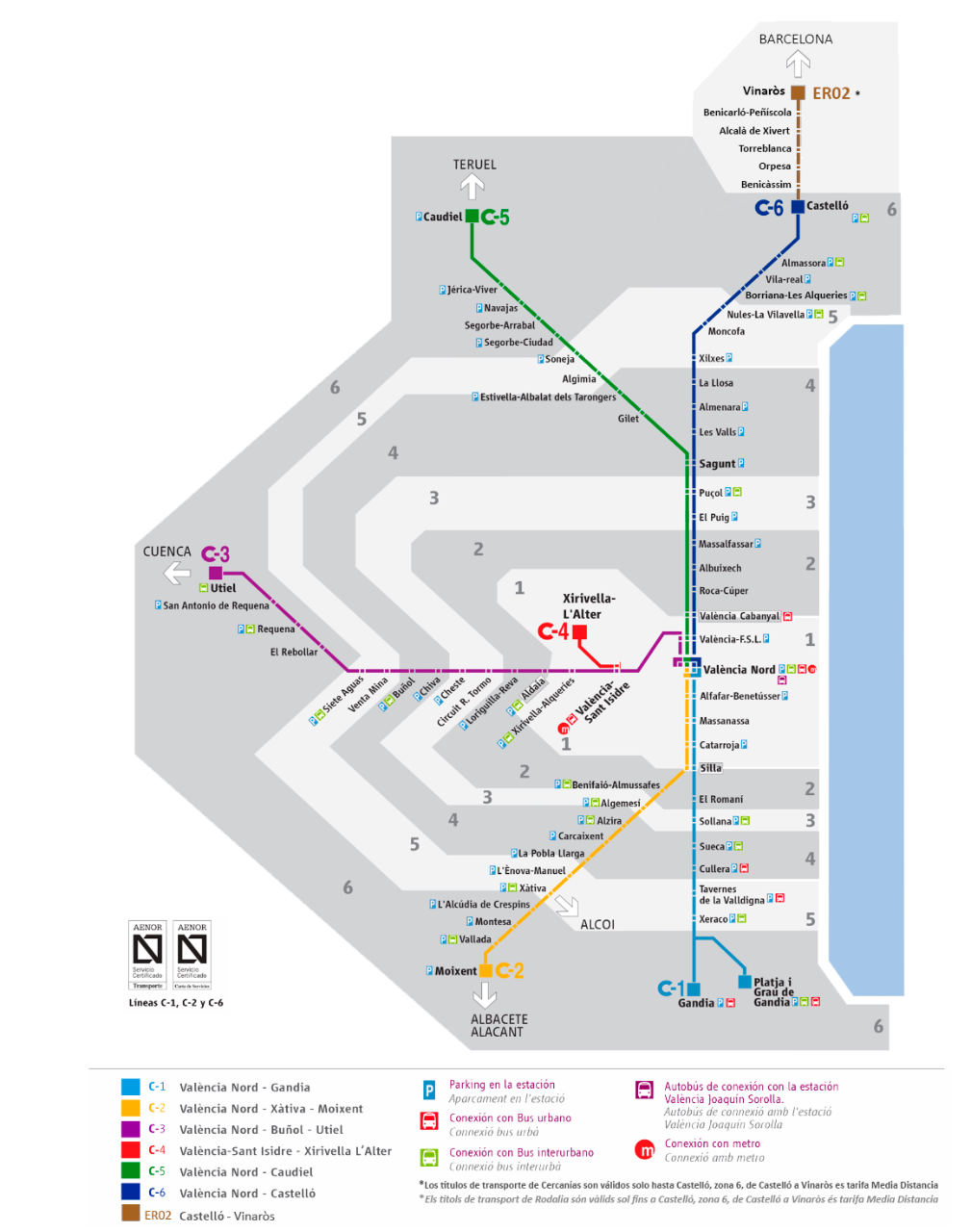
Mapa de Cercanías Valencia en 2016. Nótese el centro en estacion de Valencia Nord.

Aun así, las pasantes ofrecen ciertas ventajas sobre las radiales:
- Evitan los cambios de marcha con el consecuente ahorro de tiempo.
- Al no necesitar fondos de saco, se ahorra espacio y dinero en la estación central.
- Permite cruzar de un lado a otro de la ciudad/provincia sin cambiar de vehículo, lo cual suele ser preferible en áreas sin cultura del transbordo.

En el caso de España, Renfe se ha solido inclinar por las líneas radiales en sus núcleos de cercanías (excepto aquellos altamente mallados como Madrid o Asturias), dando así lugar a sistemas totalmente radiales como Cantabria, Valencia y Vizcaya. Aun así, existen notables excepciones con líneas pasantes como Guipúzcoa y Zaragoza.